# Yoshiko Yuasa
Pour les articles homonymes, voir Yuasa (homonymie).
Yoshiko Yuasa (湯浅 芳子, 7 décembre 1896 - 24 octobre 1990) est une spécialiste japonaise de la langue russe et traductrice de littérature russe au cours de l'ère Shōwa du Japon.

## Biographie
Née à Kyoto, Yuasa est une des premières partisanes du mouvement féministe de la fin de l'ère Taishō et du début de l'ère Shōwa. Installée à Tokyo, elle est attirée par les mouvements politiques de gauche et se retrouve proche de la meneuse de la littérature prolétarienne, la romancière Nakajo Yuriko. En 1924, après le divorce de Nakajo, les deux femmes vivent ensemble et de 1927 à 1930, voyagent en Union soviétique où elles étudient le russe et la littérature russe et nouent une amitié avec le fameux réalisateur Sergueï Eisenstein.
Il semble que la relation entre Yuasa et Nakajo était d'ordre amoureux sinon sexuel. Alors que Yuasa était également liée à l'écrivain Toshiko Tamura entre autres, Nakajo passe pour avoir été l'amour de sa vie. Yuasa n'a plus jamais connu de liaison amoureuse avec une autre femme après le mariage de Nakajo avec Miyamoto Kenji, l'auteur prolétarien et chef du parti communiste japonais, quoique dans une interview en fin de vie Yuasa admette que le mot « lesbienne » (rezubian / レズビアン) s'applique à elle.
Après leur retour au Japon et le remariage de Nakajo, Yuasa poursuit son travail de traduction des auteurs russes, en particulier les œuvres de Maxime Gorki, Anton Tchekhov et Samouil Marchak. Sa traduction de La Cerisaie de Tchekhov est particulièrement remarquée. Yuasa meurt en 1990, et sa tombe se trouve au Tōkei-ji, temple situé à Kamakura.

## Traductions
- Sannin  shimai (三人姉妹), Les Trois Sœurs 1950. Tchekhov.
- Sakura no niwa (桜の園), La Cerisaie 1950. Tchekhov.
- Sono zen'ya (その前夜), « À l'aube », 1951 Tourgueniev.
- Oji Vāniya (伯父ヴァーニヤ). Oncle Vania. 1951. Tchekhov.
- Kamome (かもめ). La Mouette. 1952. Tchekhov.
- Mori wa ikiteiru (森は生きている, « La Forêt vit », « Douze mois » 1953. Marchak.
- Kōfuku wa dare ni kuru (幸福はだれにくる). « Qui maîtrise le malheur trouve le bonheur », 1956. Marchak.
- Chūnikai no aru ie/Waga seikatsu (中二階のある家・わが生活), « La Maison au pignon/Ma Vie », 1959. Tchekhov.
- Taikutsu na hanashi/Rokugō-byōshitsu (退屈な話・六号病室), « Une histoire ennuyeuse/Chambre n° 6 », 1963. Tchekhov.
- Mahō no shina urimasu (魔法の品売ります, à peu près « Je vends des objets enchantés »), 1966. Marschak.
- Yo no naka e dete (世の中へ出て, « Sortir dans le monde »). « Parmi les étrangers », 1971/72. Gorki.

Ordre : Titre japonais, titre français, année de publication de la traduction, auteur de l'original.

## Postérité
Après sa mort, le prix Yuasa Yoshiko est créé pour couronner la meilleure traduction d'une pièce de théâtre de langue étrangère en japonais.

## Source de traduction
- (de)/(en) Cet article est partiellement ou en totalité issu des articles intitulés en allemand « Yuasa Yoshiko » (voir la liste des auteurs) et en anglais « Yuasa Yoshiko » (voir la liste des auteurs).

1. ↑  Un compte rendu de leur relation se trouve dans 沢部ひとみ 『百合子、ダスヴィダーニヤ—湯浅芳子の青春』、東京：女性文庫・学陽書房、 1990. (Sawabe Hitomi, Yuriko, dasuvidāniya: Yuasa Yoshiko no seishun (Yuriko, do svidanya: Yuasa Yoshiko's youth), Tokyo: Josei bunko / gakuyō shobō, 1990. Pour l'entretien, voir 沢部ひとみ (pseudonyme 広沢有美)、「ダンディなロシア文学者湯浅芳子訪問記」、『女を愛する女たちの物語』（別冊宝島６４号）東京：JICC出版局、1987、67-73 (Hirosawa Yumi [pseudonyme Hirosawa Yumi]  Dandi na Roshia bungakusha Yuasa Yoshiko hōmonki [mémoire d'une visite avec le dandy de la littérature russe, l'universitaire Yuasa Yoshiko], Onna wo ai suru onnatachi no monogatari [Histoire de femmes qui aiment les femmes] [Bessatsu Takarajima, no. 64] Tokyo: JICC Shuppankyoku, 1987, 67–73.). L'entretien est également disponible en anglais sous le titre "A Visit with Yuasa Yoshiko, a Dandy Scholar of Russian Literature", trans. James Welker. In Mark McLelland, Katsuhiko Suganuma, and James Welker, eds. Queer Voices from Japan: First-Person Narratives from Japan's Sexual Minorities, Lanham, Maryland: Lexington, 2007, 31-40.